# Hüseyin Kozluca
Hüseyin Kozluca (İzmit, 1938) è un ex cestista turco.

## Carriera
Con la Turchia ha disputato i Campionati europei del 1963 e i Giochi del Mediterraneo di Tunisi 1967.